# Filipshyttan
Filipshyttan is een plaats in de gemeente Örebro in het landschap Närke en de provincie Örebro län in Zweden. De plaats heeft 51 inwoners (2005) en een oppervlakte van 16 hectare. Filipshyttan wordt omringd door zowel landbouwgrond als bos, ook stroomt er een riviertje langs de plaats. De stad Örebro ligt zo'n twintig kilometer ten oosten van het dorp, de dichtstbijzijnde supermarkt is in Garphyttan, dat zo'n vijf kilometer ten zuiden van Filipshyttan ligt.